# الجبهة المصرية
الجبهة المصرية هو تحالف للأحزاب السياسية المتنافسة في الانتخابات البرلمانية المصرية لعام 2015 في قائمة مشتركة مع ائتلاف التيار المستقل، المسمى اتئلاف مصر.
تأسس التحالف في 17 أغسطس 2014.
انتقد المرشح الرئاسي السابق حمدين صباحي التحالف بقوله إنه يمثل «سياسة عهد مبارك». انسحب حزب مصر الحديثة من الائتلاف. حزب التجمع ليس جزءا من الائتلاف. خرجت الحركة الوطنية المصرية وحزب وطنى مصر من التحالف وانضمتا إلى تحالف في حب مصر عقب محاولة فاشلة لدمج تحالف من في حب مصر والجبهة المصرية. لم يعد كلا الطرفين جزءًا من هذا التحالف وانضم بدلاً من ذلك إلى تحالف مصر.

## الأطراف التابعة
- حزب الشعب الجمهوري[11]
- الحزب الوطني المصري
- حزب التحرير المصري[12]
- الحركة الوطنية المصرية
- حزب وطنى مصر
- حزب الجيل الديمقراطي
- حزب الغد[13]